# Юнко вулканійський
Юнко вулканійський (Junco vulcani) — вид горобцеподібних птахів родини Passerellidae. 

## Поширення
Птах поширений у вулканічних районах Коста-Рики та західної Панами, зокрема на вулканах Ірасу та Серро-де-ла-Муерте, а також на Серро-Фабрега та на вулкані Бару в Панамі. Мешкає на відкритих трав'янистих ділянках із низькорослими чагарниками та зарослими пасовищами, в тому числі вздовж доріг. Вид найчастіше трапляється над межею дерев між 2600 і 3000 м.

## Поведінка
Вид трапляється парами. Раціон включає насіння та ягоди, а також членистоногі, зокрема комах і павуків. Годується переважно на землі або серед рослинності. Гнізда знайдені у квітні. У травні та червні спостерігали за молодими птахами. Чашеподібне гніздо влаштовують із сухої трави на покритому мохом насипі й вистилають пухом будяків і шерстю. Звисаючий мох утворює навіс над гніздом. Кладка складається з двох блідо-блакитних яєць з фіолетовими плямами.